# Nico Hischier
Nico Hischier (Brig, Suiza, 4 de enero de 1999) es un jugador profesional suizo de hockey sobre hielo que se desempeña en la posición de centro en New Jersey Devils, equipo de la National Hockey League (NHL).

## Carrera
Fue seleccionado en la primera ronda en la NHL Entry Draft de 2017. Hizo su debut profesional con el equipo New Jersey Devils, donde lleva jugando siete temporadas.